# Домашнє насильство

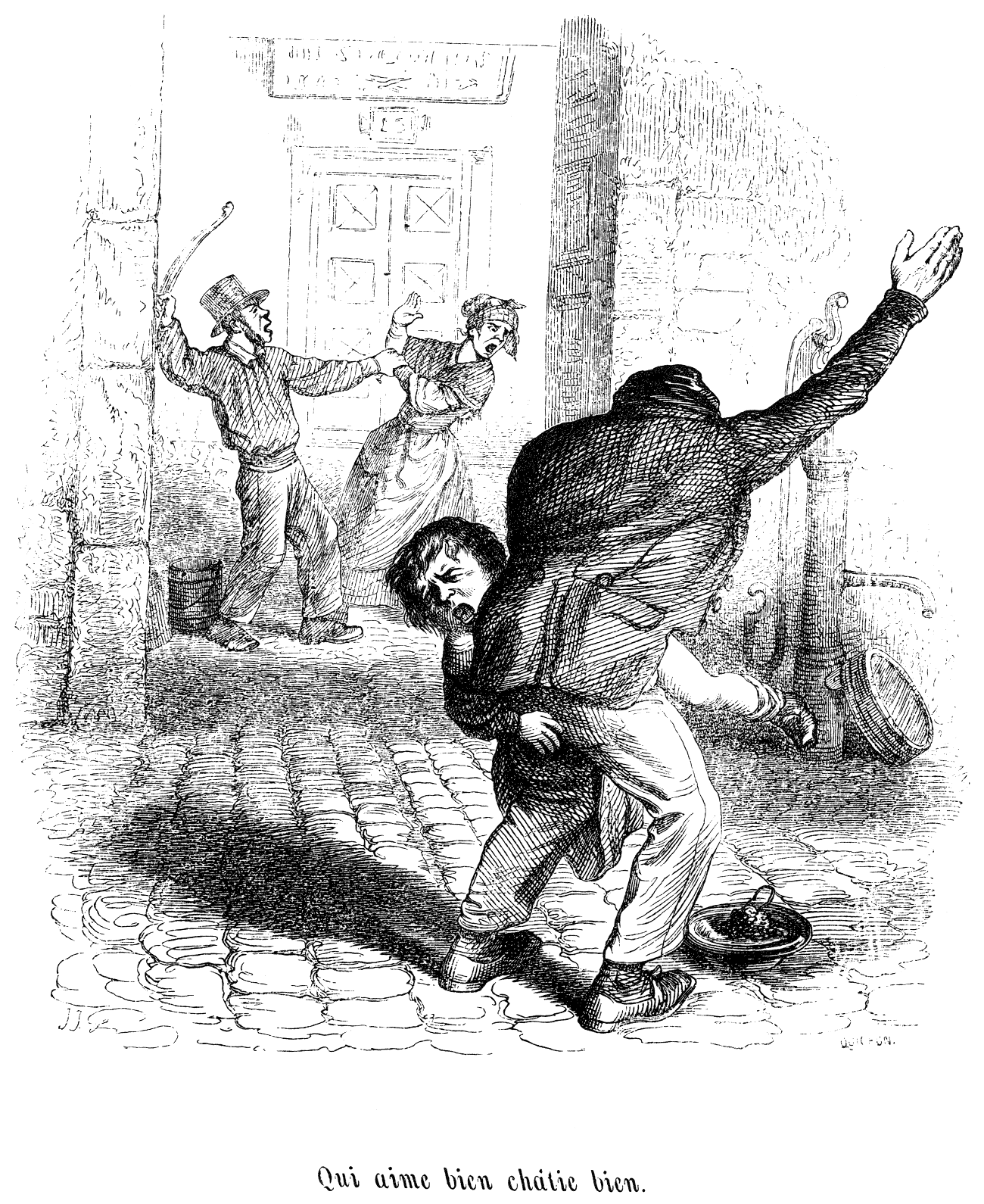
«Qui aime bien châtie bien» (Б'є — значить любить): на передньому плані чоловік б'є дитину, на задньому — жінку. Карикатура Жана Гранвіля з Les cent proverbes.

Фіолетова стрічка — знак поширення інформованості про домашнє насильство та його попередження.

Домашнє (побутове) насильство (англ. Domestic violence чи domestic abuse), або сімейне насильство (family violence)  — це насильство чи інше жорстоке поводження однієї людини (людей) над іншою (іншими) у рамці побутових відносин, таких як шлюб чи співжиття. Воно може називатися насильством з боку інтимного партнера, коли здійснюється чоловіком (дружиною) чи інтимним партнером(-кою), мати місце як у гетеросексуальних, так і в одностатевих стосунках, між людьми, що перебувають у дійсному шлюбі/стосунках чи що перебували в таких раніше. Домашнє насильство також включає насильство щодо дітей, батьків, старших родичок чи родичів та інші насильницькі акти між членами родини. В сучасному світі все більше жінок потерпають від домашнього насильства.
Домашнє насильство набуває численних форм, включно з фізичним, сексуальним, репродуктивним, економічним, психологічним, емоційним, вербальним та релігійним насильством, та варіюється від прихованих, стертих форм на кшталт епізодів емоційного знущання (наприклад, сталкінгу чи залякування) до зґвалтувань у шлюбі та грубого фізичного насильства, як-от побиття, душіння, калічення жіночих геніталій чи обливання кислотою, що призводять до хронічних захворювань, інвалідності чи смерті. Вбивства в контексті домашнього насильства (domestic murders) включають побиття камінням, спалювання наречених, «убивства честі» та «смерть за посаг».
У світовому масштабі постраждалими від домашнього насильства в абсолютній більшості є жінки; жінки також страждають від важчих, порівняно із чоловіками, форм насильства. Основним чи першочерговим мотивом партнерського насильства жінок щодо чоловіків є самозахист чи інше самозбереження (наприклад, емоційного здоров'я). При цьому домашнє насильство (поряд зі зґвалтуваннями) є одним з найбільш неосвітлюваних злочинів на світовому рівні.
Інформованість про домашнє насильство, його сприйняття, визначення та документування широко варіюються між країнами. Домашнє насильство часто здійснюється в контексті примусових та дитячих шлюбів. У деяких країнах домашнє насильство виправдане та узаконене, особливо у випадках реальної чи гаданої подружньої зради з боку жінки, і підтримується юридично. Дослідженнями доведено недвозначний та сильний зв'язок між рівнем гендерної нерівності у країні та поширеністю домашнього насильства.
У аб'юзивних стосунках часто спостерігається цикл насильства, протягом якого чергуються зростання напруги, вчинення насильства та період примирення і спокою. Потерпілі можуть бути втягнуті в пастку цього циклу ізоляцією для сприяння насильству, насильницькою владою та контролем, травматичною прив'язаністю до кривдників, суспільним схваленням насильства, нестачею фінансових ресурсів, страхом (залякуванням), соромом (звинуваченням жертви) та прагненням захистити дітей.
Кривдники чинять домашнє насильство, коли вірять, що насильство є дозволеним, прийнятним, узаконеним чи про нього не буде повідомлено. Такі уявлення спричинюють міжпоколінні цикли насильства серед дітей чи інших людей, котрі відчувають, що таке насильство є прийнятним, виправданим і на нього дивляться крізь пальці. Багато людей не усвідомлюють себе як кривдників чи жертв, розглядаючи свої досвіди насильства як «сімейні конфлікти, що вийшли з-під контролю».
Наслідки домашнього насильства для потерпілих варіюються від фізичної інвалідизації, хронічних проблем зі здоров'ям, важких психічних порушень (таких, як ПТСР, депресія, синдром травми зґвалтування, наркоманія, тривожні розлади) до фінансової скрути та нездатності будувати здорові стосунки. Діти, що живуть у домівках з насильством, з раннього віку виявляють психологічні проблеми, такі як ухильність (avoidance), надчутливість до загроз, неконтрольована агресія, що призводять до вторинної травматизації.

## Визначення
Вперше термін домашнього насильства (domestic violence) в сучасному значенні, тобто як насильство у домі, було вжито в 1973 році Джеком Ешлі в Парламенті Сполученого Королівства. До того термін переважно стосувався масових заворушень, насильства всередині країни на противагу насильству з боку зарубіжної сили.
Традиційно «домашнє насильство» асоціювалося перш за все з фізичним насильством. Вживалися терміни «насильство над дружиною» (wife abuse), «биття дружини» (wife beating, wife battering), проте їх уживаність пішла на спад із зусиллями з включення в категорію неодружених людей, нефізичних видів насильства, одностатевих стосунків та жінок-кривдниць. Наразі домашнє насильство широко визначається як таке, що включає «всі акти фізичного, сексуального, психологічного, економічного насильства», що можуть бути вчинені членом родини чи інтимним партнером.
Термін «насильство з боку інтимного партнера» (intimate partner violence) часто вживається як синонім домашнього насильства, хоча стосується лише насильства у парних стосунках (наприклад, в шлюбі, незареєстрованих стосунках співжиття чи між людьми в інтимному партнерстві, що не проживають разом). Цим ВООЗ додає контролюючу поведінку як форму насильства. Насильство між інтимними партнер(к)ами досліджувалося як у між-, так і в одностатевих стосунках, а також на прикладі насильства чоловіків проти жінок та жінок стосовно чоловіків.
«Сімейне насильство» (family violence) є ширшим за обидва зазначені терміном, воно використовується, щоб включити насильство над дітьми, людьми похилого віку та інші насильницькі акти між членами родини.
В 1993 ООН у Декларації про усунення насильства проти жінок визначила домашнє насильство як: «Фізичне, сексуальне та психологічне насильство, що відбувається в родині, включаючи побиття, сексуальні зловживання над дітьми жіночої статі удома, насильство, пов'язане з посагом, подружні зґвалтування, „жіноче обрізання“ та інші шкідливі для жінок традиційні практики, неподружнє насильство та насильство, пов'язане з експлуатацією».

### Українське законодавство
Законодавство про запобігання та протидію домашньому насильству складається з Конституції України, міжнародних договорів, згоду на обов'язковість яких надано Верховною Радою України, Закону «Про запобігання та протидію домашньому насильству» та інших нормативно-правових актів щодо недопускання насильства.
Закон України «Про запобігання та протидію домашньому насильству» від 2017 року дає таке визначення:
Домашнє насильство — діяння (дії або бездіяльність) фізичного, сексуального, психологічного або економічного насильства, що вчиняються в сім'ї чи в межах місця проживання або між родичами, або між колишнім чи теперішнім подружжям, або між іншими особами, які спільно проживають (проживали) однією сім'єю, але не перебувають (не перебували) у родинних відносинах чи у шлюбі між собою, незалежно від того, чи проживає (проживала) особа, яка вчинила домашнє насильство, у тому самому місці, що й постраждала особа, а також погрози вчинення таких діянь;
У законі України «Про запобігання та протидію домашньому насильству» (2017) визначаються форми домашнього насильства:
- фізичне насильство — форма домашнього насильства, що включає ляпаси, стусани, штовхання, щипання, шмагання, кусання, а також незаконне позбавлення волі, нанесення побоїв, мордування, заподіяння тілесних ушкоджень різного ступеня тяжкості, залишення в небезпеці, ненадання допомоги особі, яка перебуває в небезпечному для життя стані, заподіяння смерті, вчинення інших правопорушень насильницького характеру.
- сексуальне насильство — форма домашнього насильства, що включає будь-які діяння сексуального характеру, вчинені стосовно повнолітньої особи без її згоди або стосовно дитини незалежно від її згоди, або в присутності дитини, примушування до акту сексуального характеру з третьою особою, а також інші правопорушення проти статевої свободи чи статевої недоторканості особи, у тому числі вчинені стосовно дитини або в її присутності;
- психологічне насильство — форма домашнього насильства, що включає словесні образи, погрози, у тому числі щодо третіх осіб, приниження, переслідування, залякування, інші діяння, спрямовані на обмеження волевиявлення особи, контроль у репродуктивній сфері, якщо такі дії або бездіяльність викликали у постраждалої особи побоювання за свою безпеку чи безпеку третіх осіб, спричинили емоційну невпевненість, нездатність захистити себе або завдали шкоди психічному здоров'ю особи;
- економічне насильство — форма домашнього насильства, що включає умисне позбавлення житла, їжі, одягу, іншого майна, коштів чи документів або можливості користуватися ними, залишення без догляду чи піклування, перешкоджання в отриманні необхідних послуг з лікування чи реабілітації, заборону працювати, примушування до праці, заборону навчатися та інші правопорушення економічного характеру;[28]

В Законі також визначено наступні терміни: «постраждала дитина», «постраждала особа», «дитина-кривдник», «кривдник», «обмежувальний припис стосовно кривдника», «терміновий заборонний припис стосовно кривдника», «оцінка ризиків», «програма для кривдника», «програма для постраждалої особи», «профілактичний облік», «протидія домашньому насильству».
В Законі також визначено, що запобігання домашньому насильству — система заходів, що здійснюються органами виконавчої влади, органами місцевого самоврядування, підприємствами, установами та організаціями, а також громадянами України, іноземцями та особами без громадянства, які перебувають в Україні на законних підставах, та спрямовані на підвищення рівня обізнаності суспільства щодо форм, причин і наслідків домашнього насильства, формування нетерпимого ставлення до насильницької моделі поведінки у приватних стосунках, небайдужого ставлення до постраждалих осіб, насамперед до постраждалих дітей, викорінення дискримінаційних уявлень про соціальні ролі та обов'язки жінок і чоловіків, а також будь-яких звичаїв і традицій, що на них ґрунтуються.

## Статистика
Домашнє насильство поширене по всьому світу, в різних культурах і не залежить від рівня матеріального достатку сім'ї. При цьому індикатори нижчого соціоекономічного статусу (такі як безробіття та низький дохід) є факторами ризику вищих рівнів домашнього насильства.
Домашнє насильство описане в карело-фінському епосі Калевала, де чоловік б'є дружину батогом (ruoska). До середини 1800-х більшість законодавчих систем визначали побої дружини як дієву вправу для закріплення авторитету чоловіка над дружиною.
Конкретна статистика по домашньому насильству фрагментарна, важкодоступна, часто просто відсутня.
В Росії, за даними на 2008 рік, насильство в тій чи іншій формі є майже в кожній четвертій родині, 2/3 умисних вбивств зумовлені сімейно-побутовими мотивами, а до 40 % всіх тяжких насильницьких злочинів вчинялося в сім'ях. За 2016 рік від насильницьких дій стосовно члена родини, постраждали 36 тисяч жінок і 14 тисяч чоловіків.
У Великобританії згідно із статистикою за 2022—2023 роки було зафіксовано понад 1 млн насильницьких злочинів проти дівчат та жінок, що становило близько 20 % усіх зареєстрованих поліцією злочинів. З 2013 по 2022 рік сексуальне насильство та експлуатація дітей зросли у понад чотири рази. Міністерство внутрішніх справ та поліція називають поширення насильства «епідемією, що вийшла за межі контролю» та розробляють програми для протидії та боротьби.

## Наслідки
- Втрата людських життів (вбивства, смерть внаслідок отриманих травм, самогубство, доведення до самогубствав контексті домашнього насильства).
- Інвалідизація, хронічні хвороби внаслідок отриманих травм та психосоматично загострені захворювання.
- Психічні розлади. Жертви домашнього насильства зазнають колосальної та хронічної психологічної травматизації, внаслідок котрої часто страждають від психічних розладів, найпоширеніші з яких: синдром навченої безпорадності (англ. battered wife syndrome[en]), стокгольмський синдром, синдром Діогена та посттравматичний стресовий розлад. У постраждалих може зростати схильність до суїциду, депресії, тривожних розладів, розладів харчової поведінки, алкоголізму, наркоманії, бродяжництва, патологічного накопичення.
- Міжпоколінне відтворення насильства. Діти і підлітки, що стали свідками домашнього насильства, переймають гендерну модель насильницької поведінки і відтворюють її в наступному поколінні[40].
- ВІЛ/СНІД. ВООЗ постановила, що жінки у аб'юзних стосунках значимо вище ризикують отримати ВІЛ/СНІД. Жінкам у таких стосунках важче домовлятися чи вимагати безпечного сексу з їх партнерами, їх частіше змушують до сексу, їм важче просити про належну діагностику, коли вони підозрюють, що заражені ВІЛ.[41] Десятилітнє дослідження в Руанді, Танзанії, Південній Африці та Індії послідовно виявило, що жінки, котрі страждають від насильства партнерів, більш імовірно заражаються ВІЛ.[42]
- Вікарна (вторинна) травматизація. Особи, емоційно залучені в спілкування з безпосередніми учасниками конфліктів — друзі, рідні, сусіди, колеги, соціальні працівниці й працівники, лікарський склад, правоохоронці, адвокати, судді[43].
- Державні витрати на реабілітацію постраждалих, судову систему, слідчі заходи, лікування інвалідизованого населення.

## Причини та фактори
Ключовим з факторів домашнього насильства є уявлення, що аб'юз чи насильство будь-яких форм є прийнятними. Інші фактори включають зловживання психоактивними речовинами, безробіття, проблеми з психічним здоров'ям, нестачу навичок копінгу, ізоляцію, залежність від аб'юзера та ряд інших характеристик. Одним з різновидів емоційного насильства сучасності став пранк/розіграш), який заключається в тому, що члена родини жорстоко розігрують або звинувачують у тому, що людина не робила, щоб викликати бурхливу емоційну реакцію останнього, та знімають цю подію на камеру, внаслідок чого в жертви можлива поява психічних розладів та інших проблем зі здоров'ям (зокрема такі пранки популярні в російському Youtube).

### Суспільне схвалення насильства
Див. Культура зґвалтування, Гендерні стереотипи, Сексизм

Суспільні уявлення про домашнє насильство коливаються між регіонами та релігіями, проте в багатьох місцях поза Заходом організовані дуже викривлено та бідно. Причиною цього є те, що в більшості цих країн стосунки між чоловіком і дружиною не передбачають рівності, а уявляються як такі, де дружина має підкорятися чоловікові. Це укріплюється в законодавстві деяких країн (наприклад, в Ємені шлюбні правила вимагають від дружини буквального підкорення чоловікові та забороняють їй виходити з дому без його дозволу).

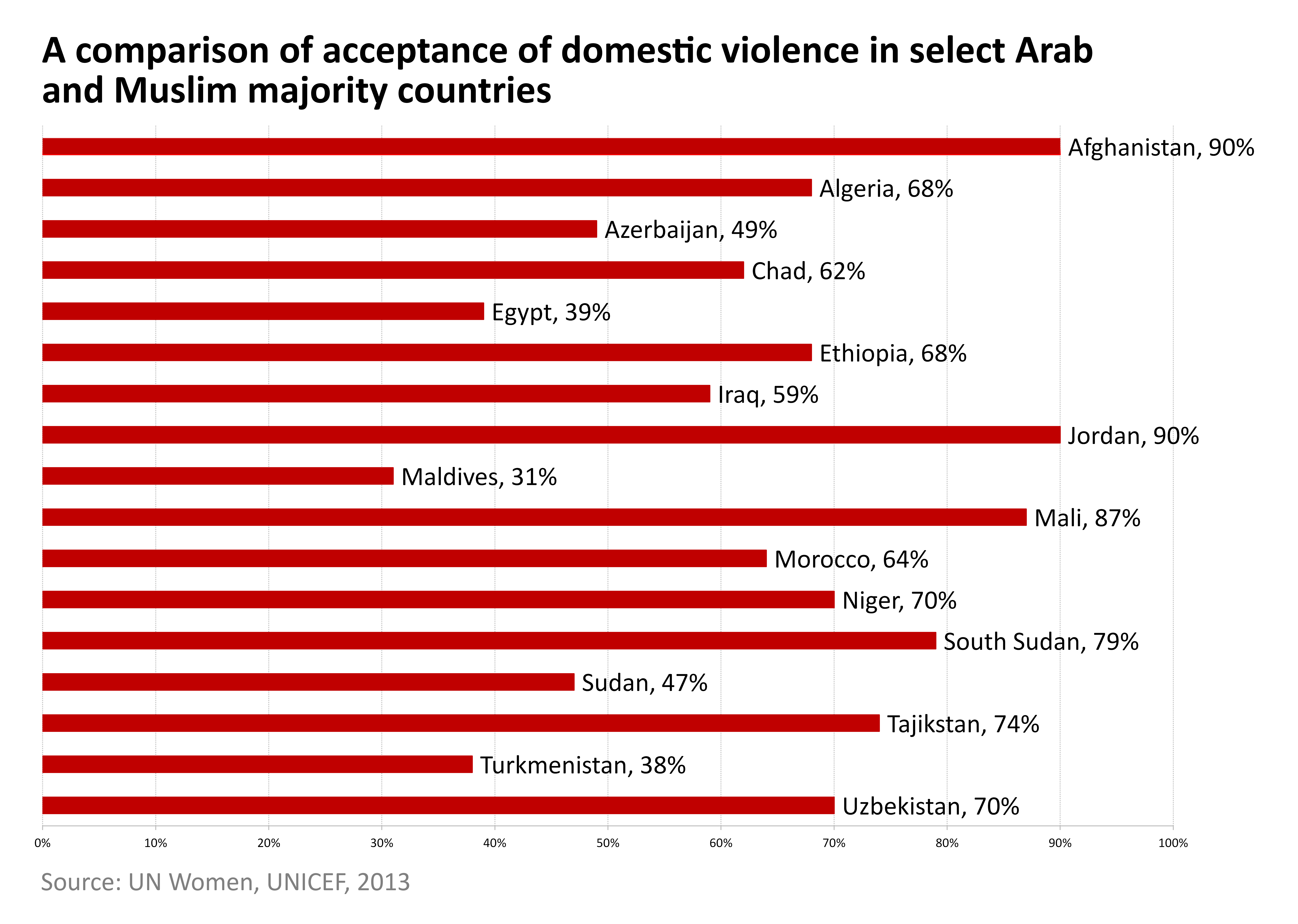
Прийнятність права чоловіка (партнера) вдарити чи побити жінку (партнерку) серед жінок 15–49 років у різних арабських та ісламських країнах, ЮНІСЕФ, 2013.

Згідно з Violence against Women in Families and Relationships, «У всесвітньому масштабі побої дружин розглядаються як законні за певних обставин більшістю населення у різних країнах, найзагальніше у ситуаціях реальної чи гаданої зради чи „непокори“ жінки чоловіку чи партнеру.» Ці насильницькі акти проти дружини часто навіть не розглядаються суспільством (і чоловіками, і жінками) к форма насильства чи зловживання, зате вважаються спровокованими поведінкою дружини, котра і вважається винуватою. Дані уявлення перетинаються з таким інструментом сексуального насильства, як міфи про зґвалтування.
І доки побої дружин вважаються відповіддю на їх «неприйнятну» поведінку, в багатьох регіонах екстремальні акти жорстокості на кшталт убивств честі підтримуються значною частиною суспільства (в дослідженні підлітків Амману, столиці Йорданії, набагато ліберальнішій за інші частини країни, 33.4 % підлітків схвалили вбивства честі; дослідники очікують, «що в більш аграрних та традиційних областях Йорданії підтримка убивств честі буде навіть вищою»).
У Вашингтон пост у 2012 році повідомлялося, «The Reuters TrustLaw назвали Індію однією з найгірших країн світу для жінок в цьому році, почасти через домашнє насильство, що часто розглядається там як заслужене. Звіт ЮНІСЕФ 2012 року показав, що 57 % індійських хлопчиків та 53 % дівчат у віці від 15 до 19 років думають, що побої дружин виправдані.»
В консервативних культурах дружина, вбрана в одяг, розцінений як недостатньо благопристойний, може постраждати від серйозного насильства від рук свого чоловіка чи родичів, причому ці кримінальні дії розглядаються як прийнятні більшістю суспільства: так, 62.8 % жінок Афганістану сказали, що чоловік має право побити дружину, якщо вона носить неналежний одяг.
Згідно з Антонією Пирвановою, однією зі складностей законодавчого провадження в сфері домашнього насильства є те, що чоловіки у більшості суспільств із чоловічим домінуванням не розуміють, що вчинення ними насильства стосовно їхніх дружин протирічить закону. В справі у Болгарії «чоловік, осуджений за жорстокі побої дружини, на питання судді про те, чи розуміє він, що вчинив, та чи розкаюється, сказав: „Але ж вона моя дружина“. Він навіть не розумів, що не має права бити її.» За даними Фонду народонаселення ООН, «у деяких країнах, що розвиваються, практики, що гноблять жінок та шкодять їм — такі як побої дружин, вбивства „в ім'я честі“, калічення жіночих геніталій чи „смерть за посаг“ — виправдовуються та пропускаються без покарання як частина природного порядку речей».
Тверді переконання серед населення певних суспільств, що в справах про домашнє насильство примирення з агресором більш прийнятне за заслужене покарання, є іншою причиною безкарності. 64 % держслужбовців Колумбії сказали, що якби в їхніх руках була справа про насильство інтимного партнера, то вони б обрали дії, спрямовані заохотити сторони примиритись.
Звинувачення жертви також переважає над звинуваченням злочинця у багатьох культурах, включаючи країни Заходу: опитування Євробарометра 2010 року засвідчило, що 52 % опитаних погодилися з твердженням, що «провокативна поведінка жінок» була причиною насильства проти жінок; респонденти з Кіпру, Данії, Естонії, Фінляндії, Латвії, Литви, Мальти та Словенії найбільш схильні погоджуватися з цим дискримінаційним твердженням (в кожній з вказаних країн погодились більше 70 % опитаних).

### Шкідливі звичаї та традиції

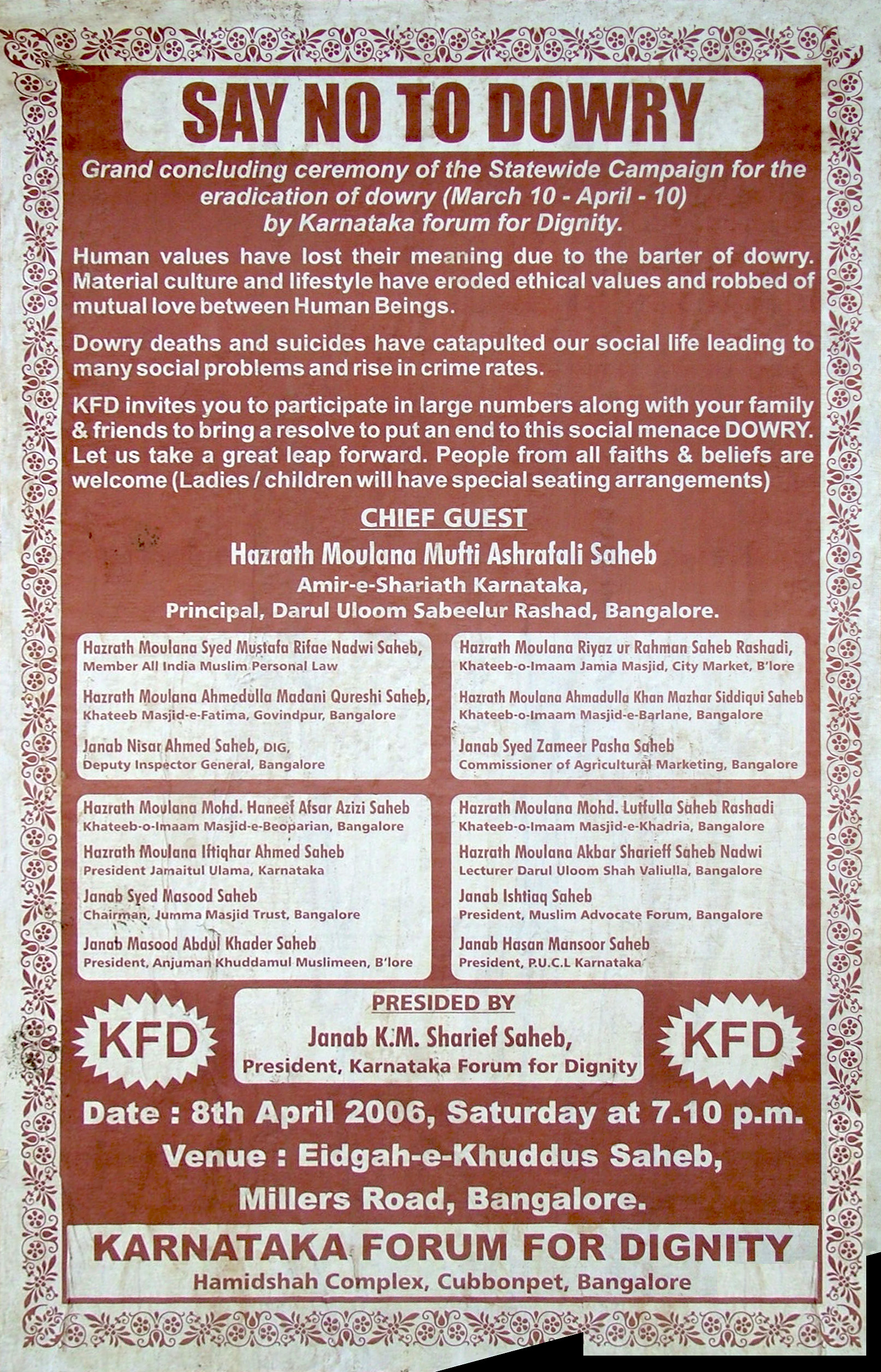
Плакат проти посагу в Бенгалуру, Індія

Локальні звичаї та традиції, що є втіленням суспільних уявлень про прийнятність насильства, часто відповідальні за підтримання певних форм домашнього насильства. Такі практики включають:
- «синівські привілеї» (son preference), бажання сімей мати сина, а не доньку (особливо розповсджене в частинах Азії), що можуть призводити до зловживань (аб'юзу) та нехтування потребами дівчаток розчарованими членами родини; не кажучи вже про селективні аборти та інші форми феміциду.
- дитячі шлюби та примусові шлюби;
- посаг та насильство, пов'язане з невдоволенням обсягом плати за невістку, таке як «смерть за посаг»;
- ієрархічну кастову систему, що стигматизує «нижчі касти» та «недоторканих», призводить до дискримінації та обмежених можливостей для жінок, роблячи їх більш вразливими до насильства;
- жорсткі дрес-коди для жінок, що можуть використовуватись для насильства членами сім'ї;
- традиція цнотливості: жорсткі вимоги до жіночої незайманості до шлюбу та насильство, пов'язане з неконформними жінками та дівчатами (зґвалтовані, вагітні поза шлюбом, вдови);
- табу щодо менструального циклу, котрі ведуть до ізоляції, уникання та осуду жінок протягом менструації і впливають на доступ жінок до освіти, роботи та спільних ресурсів;
- «жіноче обрізання» та інші практики калічення жінок без їх згоди й медичної необхідності;
- ідеології «подружніх обов'язків та прав» на секс, що виправдовують шлюбні зґвалтування;
- подвійні стандарти щодо подружньої зради для чоловіків (попускається та заохочується) та для жінок (гостро засуджується);
- важливість, що надається «честі родини».[55][56][57]

Згідно зі звітом Human Rights Watch за 2003 рік, «Звичаї, такі як сплата „віна“ (платіж, здійснюваний чоловіком родині жінки, з якою він хоче вступити в шлюб), під час котрих чоловік по суті купує сексуальні стосунки та репродуктивні здатності своєї майбутньої дружини, підкреслюють соціально санкціоноване право чоловіків диктувати й нав'язувати умови сексу і використовувати силу, щоб робити це».
Нині зусиллями ВООЗ, ООН (зокрема, ООН-Жінки), ЮНІСЕФ та низкою інших міжнародних організацій досягнуто прогресу в обмеженні звичаєвих практик, що піддають жінок небезпеці, з прийняттям у ряді країн відповідних законодавств Міжафриканський комітет з традиційних практик, що впливають на здоров'я жінок та дітей (Inter-African Committee on Traditional Practices Affecting the Health of Women and Children) — це НУО, що працює на зміну соціальних цінностей, підвищення самосвідомості та розробку законодавства проти шкідливих традицій Африки. Кримінальний кодекс Ефіопії 2004 року включив розділ 3 – Злочини проти життя, особистості та здоров'я посередництвом шкідливих традиційних практик. Рада Європи прийняла Стамбульську конвенцію, спрямовану на системну боротьбу з насильством проти жінок та домашнім насильством, і зобов'язує країни, що підписали та ратифікували її, створювати та повністю впроваджувати законодавства проти актів насильства, раніше виправдовуваних традиціями, культурою, звичаями, честю чи корекцією того, що вважалося «неприйнятною» поведінкою. ООН створила Handbook on effective police responses to violence against women для поширення посібників з менеджменту домашнього насильства шляхом створення ефективних законів, правоохоронних заходів і практик та активностей спільнот з розвінчування соціальних норм, що виправдовують насильство, його криміналізації та створення систем ефективної підтримки для людей, що пережили насилля.

### Законність насильства
Нестача адекватного законодавства, що криміналізує домашнє насильство, чим хоча б законодавства, що забороняє супутню поведінку, ускладнює прогрес стосовно його скорочення. Генеральний секретар Amnesty International вказує: «Неймовірно, що у ХХІ столітті деякі країни виправдовують дитячі шлюби та подружні зґвалтування, тоді як інші проголошують незаконними аборти, секс поза шлюбом та одностатеву сексуальну активність — навіть до покарання смертю». Згідно з ВООЗ, «одна з найбільш поширених форм насильства проти жінок — те, що вчиняється чоловіками чи партнерами чоловічої статі». ВООЗ зазначає, таке насильство часто ігнорується, бо нерідко «законодавчі системи та культурні норми не вважають його злочином, а скоріше „приватною“ справою родини чи нормальною частиною життя».
Криміналізація подружньої зради (за висновками ООН) призвела до розпалу насильства проти жінок, оскільки ці заборони зазвичай означали, в законі чи на практиці, контроль жіночої, але не чоловічої, поведінки та використовувались для раціонального обґрунтування актів насильства проти жінок. За словами Верховної комісарки з прав людини Наві Піллей: «Дехто вважав, і продовжує вважати, що домашнє насильство розташовується поза концептуальною рамкою міжнародних прав людини. Однак, за міжнародними законами та стандартами, існує чітка відповідальність держави з відстоювання прав жінок та гарантування свободи від дискримінації, що включає відповідальність за попередження, захист та компенсацію насильства — незалежно від статі та незалежно від статусу особи в сім'ї.»

### Права сімейної одиниці проти особистих
Те, як збалансовано особисті права людини як частини сім'ї та права сім'ї як суспільного кластеру, сильно варіює в різних суспільствах. Це може впливати на ступінь, в який уряд буде бажати розслідувати родинні інциденти. В деяких культурах від людей як членів родини очікується майже повна пожертва їх власними інтересами на користь інтересів родини як цілого; надмірні прояви персональної автономії засуджуються як неприйнятні; родина переважає над особистістю, а коли це перетинається з культурами честі культурами честі, особистий вибір, що може ушкодити репутацію родини у спільноті, може спричинювати екстремальні покарання, такі як «убивства честі».

### Примусові та дитячі шлюби
Примусовим є шлюб, де одна чи обидві сторони одружені без їхньої вільно даної згоди. Дитячий шлюб — це такий, де одна чи обидві сторони молодші за 18 років. Примусові та дитячі шлюби пов'язані з високими показниками домашнього насильства.
У багатьох частинах світу часто складно провести межу між примусовим та добровільним шлюбом: в численних культурах (особливо Південної Азії, Середнього Сходу та частин Африки), шлюби є наперед спланованими, часто скоро після народження дівчинки; ідея того, що дівчина йде проти бажань своєї родини та самостійно обирає собі майбутнього чоловіка, не є соціально прийнятною — немає потреби застосовувати насильство для примусу до шлюбу, майбутня наречена підкориться, бо просто не має іншого вибору, як і у випадках дитячих шлюбів, звичаїв посагу та викупу за наречену.
Примусові та дитячі шлюби пов'язані з насильством як стосовно подружнього насильства всередині шлюбу, так і щодо насильства, пов'язаного зі звичаями та традиціями таких шлюбів: насилля та торгівля людьми пов'язані зі сплатою посагу та викупу за наречену, «убивства честі» — із відмовою жінки вступити в шлюб.

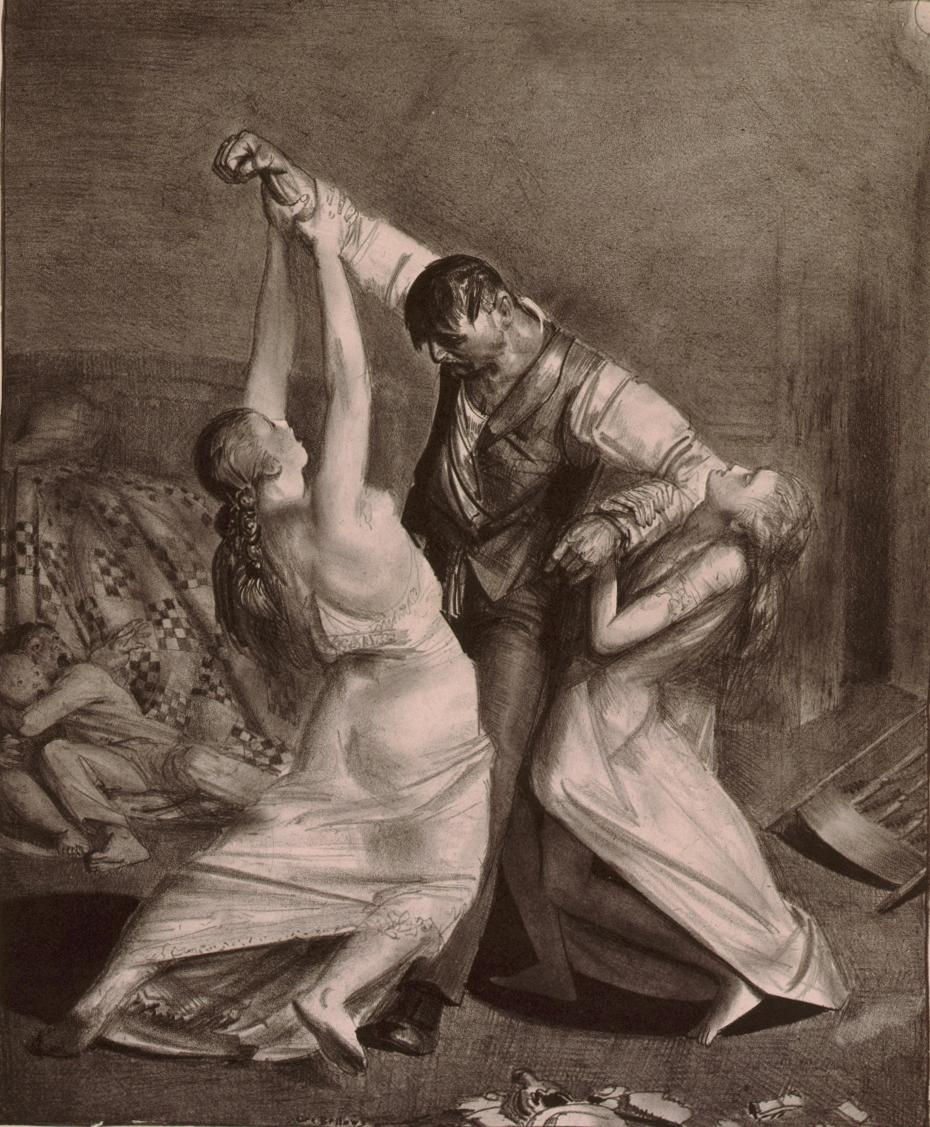
Джордж Беллоуз. П'яний батько

Фонд народонаселення ООН у 2015 році зазначив, що «незважаючи на майже безвиключно взяті зобов'язання припинити дитячі шлюби, одна з трьох дівчаток у країнах, що розвиваються (за виключенням Китаю) імовірно буде одружена до свого 18-ліття. Одна з 9 дівчат буде одружена до свого 15-го дня народження». За оцінками експерток та експертів Фонду «більше 67 мільйонів жінок у віці 20–24 років в 2010-му були одружені дівчатами, половина з них в Азії, одна п'ята — в Африці». «У наступну декаду 14.2 мільйона дівчат до 18 років будуть одружені щорічно; а це 39,000 дівчат, одружені щодня, і даний показник зростатиме до 15.1 мільйона дівчат щорічно, починаючи з 2021 і до 2030, якщо поточні тенденції продовжуватимуться».

### Поширеність

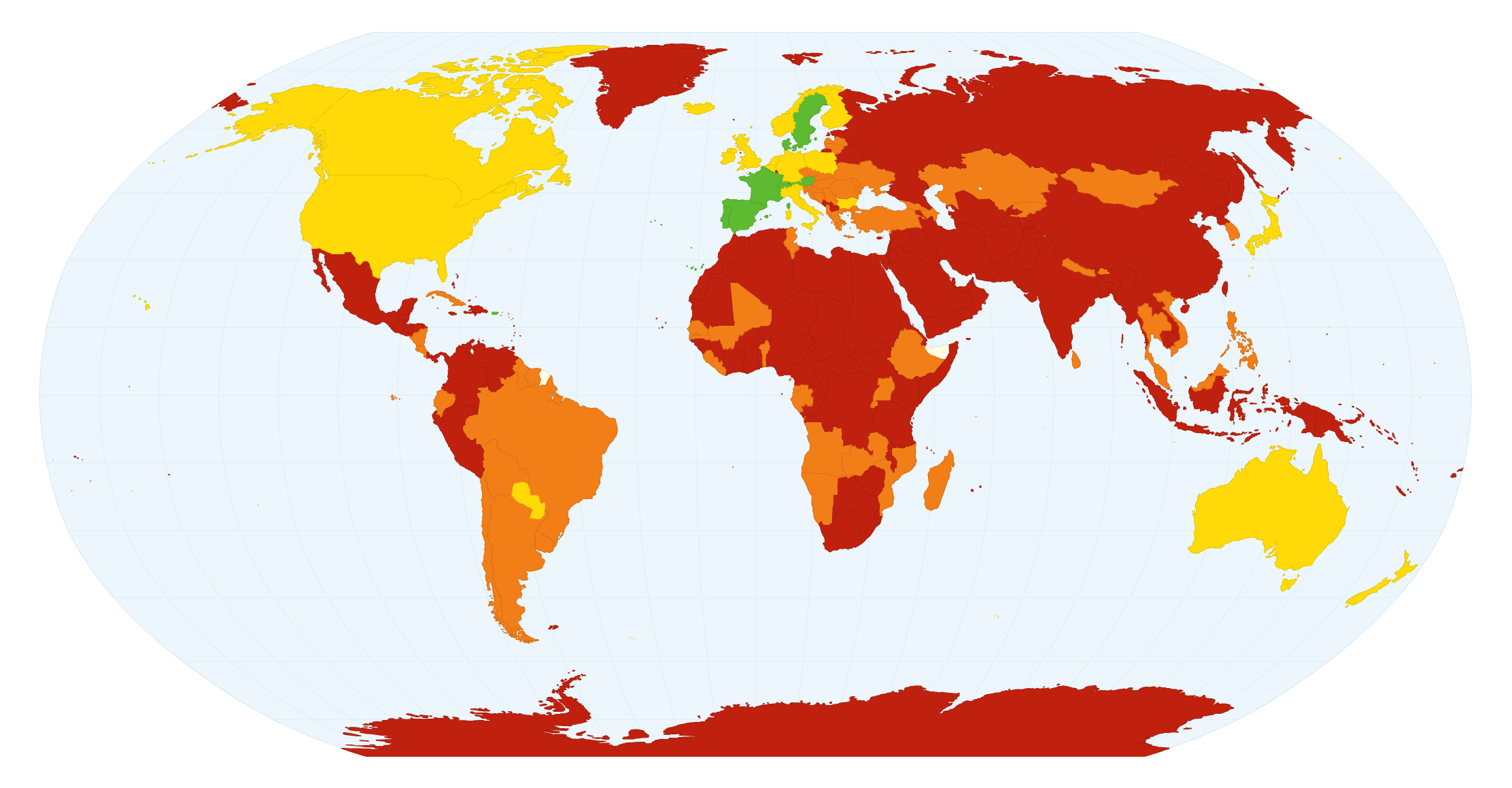
Рівень фізичної безпеки жінок, 2015.

### Неможливість вийти зі стосунків
Можливість жінок, що потерпають від домашнього насильства, полишити стосунки, є вирішальною для запобігання подальшому аб'юзу.
Дискримінаційні законодавства про шлюб, подружнє життя та розлучення відіграють роль у стрімкому розростанні насильства. Згідно з Рашидою Манжу, спеціальною доповідачкою ООН про насильство проти жінок: «У багатьох країнах доступ жінки до власності залежить від її стосунку до чоловіка. Коли жінка розходиться з чоловіком чи після його смерті вона ризикує втратити свій дім, землю, домашні речі й товари та іншу власність. Неспроможність держав забезпечити рівні права власності при роз'їзді чи розлученні знеохочує жінок покидати насильницькі шлюби, адже жінок змушують обирати між насильством удома та злиднями на вулиці».
Законна неспроможність добитися розлучення також є фактором поширення домашнього насильства. В деяких культурах, де шлюби є договірними контрактами між родинами попри волю жінок, жінки, що домагаються роз'їзду чи розлучення без схвалення своїх шлюбних партнерів чи розширеної родини та родичів, ризикують стати жертвами насильства, пов'язаного з «честю» («honor»- based violence).
Звичай сплати викупу за наречену теж ускладнює вихід з шлюбу: якщо дружина хоче піти, чоловік може вимагати назад сплати віна від її родини.
В традиційних спільнотах розлучена жінка часто зустрічає осуд та остракізм. І щоб уникнути цієї стигми, багато жінок обирають залишатися в шлюбі та терпіти насильство.
В розвинутих країнах на кшталт Великої Британії жертви домашнього насильства стикаються з проблемами з отриманням альтернативного житла, які змушують їх залишатися в аб'юзивних стосунках.

### Занижена звітність про насильство
Домашнє насильство є одним з найбільш недоосвітлених злочинів (повідомлень про котрі набагато менше, ніж їх фактів) у всьому світі. Огляд насильства в інтимному партнерстві 2011 виявив, що чоловіки схильні не повідомляти про власні злочини та зловживання у домашньому насильстві, тоді як жінки схильні не повідомляти про власну віктимізацію (що вони є потерпілими) та переоцінювати власноруч скоєне насильство. Фінансова чи родинна залежність, нормалізація насильства та самозвинувачення знижують імовірність того, що жінка заявить про те, що постраждала. На контрасті з цим, імовірність того, що чоловік заявить про насильство, котре вчинив він, знижують його страх та уникання законних наслідків, схильність звинувачувати партнерку та наративний фокус чоловіків на власних потребах.
Дослідження 28 країн-учасниць Євросоюзу (2014) виявило, що лише 14 % жінок заявляли в поліцію про найбільш серйозні інциденти насильства від їх інтимних партнерів. Звіт Північної Ірландії про домашнє насильство від 2009 року зазначив, що «неповідомляння (under-reporting) є проблемою, а домашнє насильство є найменш імовірним щодо повідомляння про нього правоохоронних органів з усіх насильницьких злочинів».
В культурах, де поліція та законні авторитети мають репутацію корумпованих та зловживацьких, жертви домашнього насильства часто неохоче звертаються за офіційною допомогою.

### Імміграція
В деяких країнах імміграційні політики прив'язані до шлюбного статусу особи, що бажає отримати громадянство, з особою спонсора. Це може призводити до потрапляння іммігрантки в пастку насильницьких стосунків — адже у випадку спроби роз'їзду чи розлучення їй загрожує депортація (і вона може бути звинувачена у фіктивному шлюбі). Часто жінки прибувають з культур, де зазнають шельмування з боку своїх родин, якщо полишать шлюб та повернуться додому, тому вони обирають залишитись у шлюбі, що означає замкненість у циклі насильства.
Домашнє насильство здійснюється в іммігрантських спільнотах, де часто дефіцитна обізнаність про закони та політики країни перебування. Дослідження першого покоління південно-азійських іммігрантів та іммігранток у Великій Британії виявило, що вони мало знали про те, що вважається кримінальною поведінкою за англійським законом. «Само собою, не було обізнаності, що у шлюбі можливе зґвалтування». Дослідження в Австралії показало, що серед іммігранток, що пережили насильство з боку партнерів і не заявили про це, лише 16.7 % знали, що домашнє насильство нелегальне, тоді як 18.8 % не знали, що можуть отримати захист.

### Теорія непідпорядкування
Теорія непідпорядкування чи непідкорення (nonsubordination theory, іноді — dominance theory) є розділом феміністської теорії права, що фокусується на нерівноправності владних позицій чоловіків та жінок та служить базисом для розуміння домашнього насильства як частини ширшого концепту насильства проти жінок і причин його виникнення. Теорія зосереджується на конкретних сексуальних практиках, таких як контроль жіночої сексуальності (наприклад, репродуктивне насильство, заборона абортів, санкції сексуального життя жінки поза та в шлюбі, калічення геніталій), сексуальні домагання, порнографія, і стверджує, що суспільство, особливо чоловіки в ньому, використовують відмінності між статями для закріплення дисбалансу влад. Теоретичні концепції непідпорядкування пояснюють домашнє насильство як інструмент підкорення жінок кількома шляхами:
1. Повторюваність, регулярність і частота домашнього насильства показують, що воно не є результатом сильного гніву чи переконання, а скоріше формою підкорення. Адже домашнє насильство чинять щодо жінок у різних ситуаціях (наприклад, аб'юзери б'ють жінок як після близькості, так і після розлуки) і з різними смислами (фінансове, сексуальне, психологічне насильство…).[101] Через сенсаціоналізм, генерований у репортажах ЗМІ про «великі» чи надзвичайно жахливі випадки домашнього насильства, людям важко осмислити, як часто насправді домашнє насильство відбувається в суспільстві; а між тим від нього регулярно потерпає до половини людей у США, і переважна кількість жертв — жінки та дівчата. Така чисельність підважує уявлення, що домашнє насильство — результат лише невміння контролювати гнів: його породжує бажання кривдника підкорити жертву.[102]
2. «Домашні боксери» часто користуються маніпулятивними та продуманими тактиками знущання, що «варіюються від пошуку та знищення бажаного жінкою об'єкта до побиття її по частинах тіла, де не лишається синців (наприклад, скальп) чи по частинах, котрі вона соромитиметься показати іншим.»[101] Ці тактики особливо корисні для аб'юзерів, котрі мають з жертвою спільних дітей, бо зазвичай кривдники контролюють сімейний бюджет, ускладнюючи жінці вихід зі стосунків, якщо це поставить її дітей під ризик.[103]
3. Феномен «нападу розлучення» (separation assault), коли «боксер» дуже часто атакує жінку, котра намагалась чи намагається полишити насильницькі стосунки — тобто прямо використовує домашнє насильство для підкорення жінки.[102] Небажання злочинця, щоб жертва полишила стосунки, підкріплює ідею, що це насильство застосовується, щоб примусити жертву продовжити задовольняти потребу кривдника у підкоренні йому.[102]

Усе це — розмаїтість та хитрощі насильницької поведінки, використання дітей потерпілої, атаки під час розлучення — говорить про більшу проблему, ніж лише нездатність до належного управління гнівом, хоча гнів може бути побічним продуктом аб'юзних стратегій, мета яких — втримувати жертву (іноді — цілу родину) підпорядкованою та покірною аб'юзеру.
Теорію непідпорядкування підтверджують дані психологічних досліджень зґвалтувань, згідно з якими в основі сексуального насильства чоловіків над жінками дуже рідко лежать мотиви сексуального задоволення, у більшості випадків — це мотиви влади та самоствердження.

## Цикли насильства
Сімейне насильство характеризується циклічністю, з якою воно спричинюється, реалізується та викликає повторне насильство.

### Міжпоколінне насильство
Спільним для аб'юзерів є те, що вони були свідками насильства у дитинстві, іншими словами, були учасниками міжпоколінних циклів домашнього насильства. Це не означає, що всі діти, які бачать насильство, стануть аб'юзерами. Розуміння та руйнування шаблонів міжпоколінного насильства може дати більше для його ліквідації, ніж інші підходи до менеджменту насильства.
Responses that focus on children suggest that experiences throughout life influence an individual's propensity to engage in family violence (either as a victim or as a perpetrator). Researchers supporting this theory suggest it is useful to think of three sources of domestic violence: childhood socialization, previous experiences in couple relationships during adolescence, and levels of strain in a person's current life. People who observe their parents abusing each other, or who were themselves abused may incorporate abuse into their behaviour within relationships that they establish as adults.
Чим більше дітей фізично карають, тим імовірніше вони у дорослості діятимуть насильницьки щодо своїх рідних, включаючи інтимних партнерок. Діти, яких б'ють по сідницях, дорослими імовірніше заохочуватимуть удари партнерок, а також переживатимуть більше подружніх конфліктів та гніву загалом. Численні дослідження довели, що фізичні покарання пов'язані з «вищими рівнями агресії між батьками, сиблінгами, ровесниками та подружжям», навіть коли спричинені іншими факторами. Тоді як ці дані не підтверджують причинних зв'язків, численні лонгітюдні дослідження показали, що досвід фізичних покарань має прямий причинний вплив на подальшу агресивну поведінку. Так, фізичні покарання дітей (такі як висікання, ляпаси чи биття по сідницях) є предикторами слабшого засвоєння таких цінностей, як емпатія, альтруїзм, опір спокусам, і більшої антисоціальної поведінки, включно з насильством на побаченнях.
В патрилінійних суспільствах по всьому світу молода наречена переїжджає до родини чоловіка. Як нова жінка в домі, вона отримує найнижчу чи одну з найнижчих позицію в родині і часто виступає суб'єктом насильства та зловживань, а також особливо сильно контролюється батьками чоловіка: з прибуттям невістки в родину статус свекрухи підвищується і тепер (часто вперше в житті) вона має значну владу над кимось, і «ця сімейна система сама починає продукувати міжпоколінні цикли насильства, де в минулому постраждала невістка стає насильницькою свекрухою своїй невістці». Amnesty International повідомляє, що в Таджикистані «є майже ритуалом ініціації для свекрухи провести невістку крізь тортури, яких зазнала вона сама в молодості». Таким чином патріархальні суспільні системи, в яких дружина сприймається як власність чоловіка, заохочують гноблення жінок одна одною.

### Аб'юзивна влада і контроль

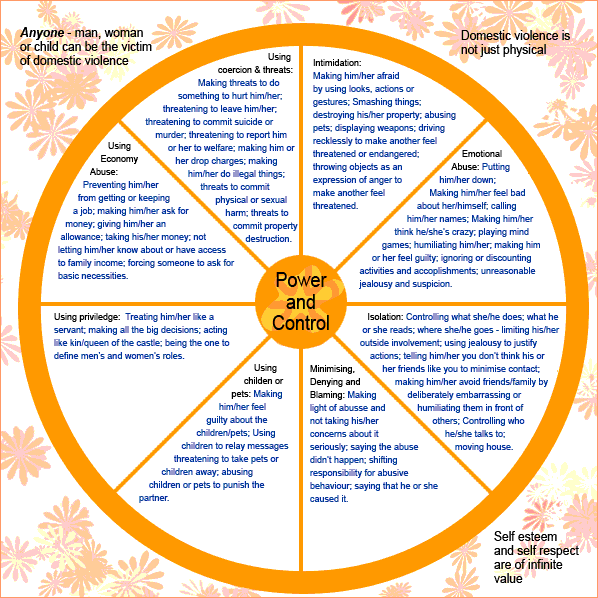
Колесо влади та контролю і техніки, які використовує аб'юзер

Влада і контроль в аб'юзивних стосунках є способами тиску кривдників на жертв, щоб зберігати контроль над стосунками. У багатьох випадках кривдники цілком здатні себе контролювати, але обирають цього не робити з причин вигоди. Каузальний погляд на домашнє насильство в тому, що воно є стратегією утримання чи збереження влади і контролю над жертвою. Теорія зисків і витрат (cost-benefit theory) Бенкрофт стверджує, що насильство винагороджує кривдника іншими чи додатковими шляхами, крім простого здійснення влади над його мішенню.
Інколи особа шукає повної влади та контролю над своєю партнеркою чи партнером (в усіх областях їх життя, таких як соціальна, приватна, професійна та фінансова) та користується різними шляхами, щоб досягти цього, включно з фізичним насильством. Duluth Domestic Abuse Intervention Project розробив «Колесо влади і контролю» (Power and Control Wheel) для ілюстрації цього: влада і контроль в центрі оточені шпицями (техніками, використовуваними аб'юзером): застосування сили та покарань, залякування й шантаж, емоційне насильство, ізоляція (покарання самотністю), применшування шкоди (газлайтинг), заперечення, що насильство відбулося, обман, звинувачення, соромлення та висміювання жертви, що «бере все занадто близько до серця», використання дітей чи тварин як способів розширити кару, якщо жінка вдається до дій, заклики до релігійних «законів» чи приписів, обмеження доступу до подруг/друзів та ресурсів, економічне насильство та чоловічі привілеї. Модель, крім того, не включає зміст насильства та психологічні проблеми.

### Цикл насильства

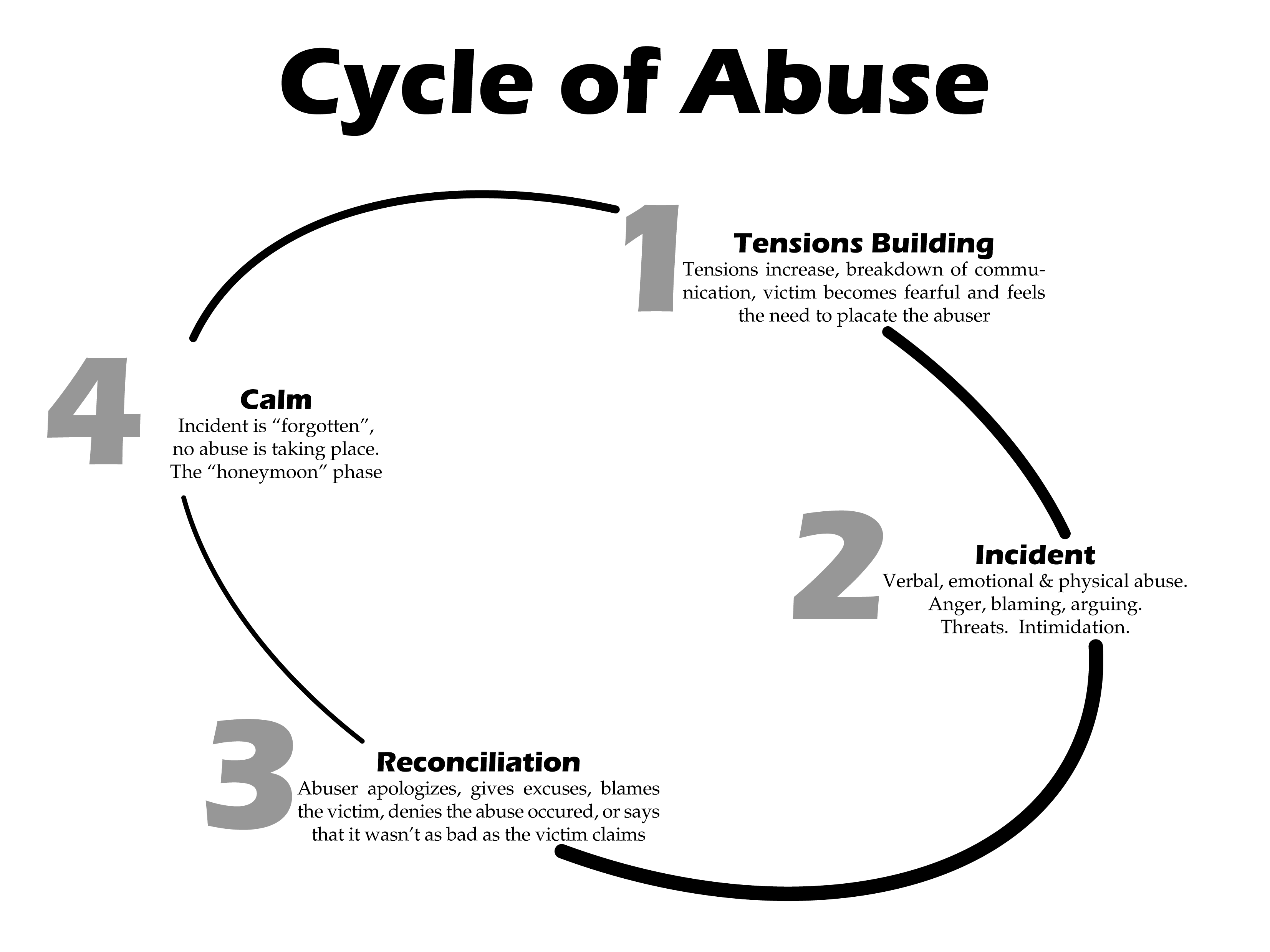
Цикл домашнього насильства за теорією Ленор Вокер

Теорія про циклічний характер домашнього насильства представлена в 1970-ті американською дослідницею Ленор Едною Вокер. Згідно з концепцією, домашнє насильство — це цикл дій з чотирьох стадій, що повторюються зі збільшенням частоти:
1. Наростання напруженості в родині. У стосунках зростає невдоволеність, і між людьми порушується спілкування. Жертва намагається угамувати агресора.
2. Насильницький інцидент. Відбувається сплеск жорстокості вербального, емоційного чи фізичного характеру, супроводжуваний гнівом агресора, звинуваченнями жертви, погрозами їй, залякуванням та іншим психологічним насильством.
3. Примирення[120]. Агресор вибачається, наводить свої пояснення причин жорстокості, у котрих перекладає вину на жертву, заперечує насилля, що відбулося, переконує жертву в перебільшенні подій («роздуванні з мухи слона»), запевняє, що їй «здалося», розвиваючи в жертві сумніви у її психічній адекватності (газлайтинг).
4. Спокійний період у стосунках («медовий місяць»). Інцидент насилля забуто, агресор пробачений. Якість стосунків повертається до першопочаткового (коли вони лише починалися).

Після «медового місяця» стосунки повертаються на першу стадію і цикл повторюється. З часом кожна фаза скорочується, спалахи жорстокості частішають і завдають все більшої шкоди. Жертва стає все менш здатною врегульовувати ситуацію самостійно чи бодай впливати на неї. Цикл насильства замикає потерпілих в системі насильницьких відносин, розмиваючи їхню ідентичність, здатність опиратися, надію на звільнення та уявлення про прийнятне у міжособистісних стосунках, і належить до ключових факторів неосвітлюваності та стійкості існування домашнього насильства.

## Протидія

Законодавча заборона тілесних покарань дітей у різних країнах світу

Відповідальність за домашнє насильство у різних країнах трактується неоднаково. Навіть у наш час є країни, де традиції і суспільна думка вважають його нормою існування сім'ї. Так, у 2010 Об'єднані Арабські Емірати постановили, що чоловік має право фізично карати дружину та дітей, поки не залишає фізичних шрамів. Тоді як у найбільш розвинутих країнах домашнє насильство вважається неприйнятним більшістю населення, у багатьох регіонах світу досі панують інші погляди: за дослідженням ЮНІСЕФ, відсоток жінок 15–49 років, які вважають, що чоловік має право вдарити чи побити дружину за певних обставин, складає: 90 % в Афганістані та Йорданії, 87 % у Малі, 86 % у Гвінеї та Східному Тиморі, 81 % в Лаосі, 80 % в Центральноафриканській Республіці. Відмова підкорятися бажанням чоловіка часто наводиться як виправдання насильства у країнах, що розвиваються: наприклад, 62.4 % жінок Таджикистану виправдовують побої дружини, якщо вона виходить на вулицю з дому не повідомивши чоловікові; 68 %, якщо вона сперечається з ним; 47.9 %, якщо вона відмовляється мати з ним секс.
Рівень суспільної терпимості до домашнього насильства варіюється залежно від особливостей національної культури та ступеня корумпованості державних структур.
У світовій практиці є два основних підходи запобігання домашньому насильству:
1. ресторативний підхід, спрямований на врегулювання конфлікту і збереження сім'ї, включає модеровані товариські суди і примусові програми медичної та психологічної допомоги,
2. каральний, спрямований на руйнування циклу насильства (англ. breaking the cycle of violence) шляхом розірвання стосунків між конфліктуючими сторонами[126]. Каральний підхід домінує в більшості країн з розвинутою законодавчою базою і передбачає різноманітні міри відповідальності за вчинене домашнє насильство.

### За країнами
В законодавствах більшості країн діє спеціальний закон про запобігання домашньому насильству; майже в усіх західних країнах і в багатьох пострадянських країнах домашню насильство є окремим злочином. При цьому у багатьох країнах покарання взагалі не передбачається. За законодавством деяких країн покарання настає лише за окремі форми насильства.
Україна. Базове законодавство про попередження домашнього насильства в сім'ї, прийняте в Україні в 2001 році, на початку 2010-х працювало проблемно. В грудні 2017 року Верховна Рада України ввела кримінальну відповідальність за домашнє насильство, що передбачає як покарання від 150 годин громадських робіт до двох років ув'язнення. У визначення домашнього насильства входять побиття, примушування до сексу, психологічний тиск та обмеження в грошах на елементарні потреби. Закон розповсюджується й на пари в незареєстрованому співжитті. За примус до співжиття чи шлюбу передбачена кримінальна відповідальність.
Білорусь. В Білорусі 16 квітня 2014 року набрав чинності закон «Про основи діяльності з профілактики правопорушень», що дозволяє тимчасово виселити громадянина, що здійснив насильств в сім'ї, зі спільного з потерпілими житлового приміщення. Тільки за 2015 рік за цим законом винесено 1152 приписи про тимчасове виселення. Після вступання закону в силу кількість зареєстрованих випадків нанесення тяжкої шкоди здоров'ю в Білорусі почало знижуватись: в 2013 році таких злочинів було 1005, в 2015—842.
Казахстан. В Казахстані закон про профілактику домашнього насильства прийнятий наприкінці 2009 року.
Киргизія. В Киргизії базовий закон про захист від домашнього насильства прийнято в 2003-му, в 2012-му його реалізація все ще стикалася зі складнощами.
Росія. В Росії немає окремого закону про попередження домашнього насильства. Загальна декларація прав людини (1948) і Конвенція про ліквідацію всіх форм дискримінації щодо жінок (1992) мають декларативний характер. Кримінальний кодекс РФ передбачає відповідальність за умисні злочини проти життя, здоров'я і статевої недоторканності, проте ці акти спрямовані не на попередження, а на ліквідацію наслідків, і починають діяти після факту вчинення насильства. Щоб законодавчо захистити жінок, суспільна діячка Олена Попова організувала всеросійську кампанію «За захист від насильства в сім'ї». Розміщена нею петиція з вимогою до Госдуми прийняти проект закону про захист від домашнього насильства зібрала більше 140 тис. підписів, ставши однією з наймасовіших в Рунеті.
Франція. Франція, батьківщина руху за права жінок, може стати першою країною з передбаченою кримінальною відповідальністю навіть за словесні образи в родині, проект такого закону розроблений в 2009 і дискутувався в 2012 році.

### Якщо Ви потерпаєте від насильства
- Експрес-тест на стосунки з високою імовірністю насильства.
- Якщо Ви зіткнулись з насильством: покроковий план дій [Архівовано 12 серпня 2018 у Wayback Machine.], як довести порушення Ваших прав [Архівовано 12 серпня 2018 у Wayback Machine.]
- Адреси, за якими можна отримати допомогу у випадках домашнього насильства [Архівовано 12 серпня 2018 у Wayback Machine.] (у містах Києві, Одесі, а також загальноукраїнські гарячі лінії, телефони довіри та мережеві ресурси).
- Ла Страда Україна [Архівовано 12 серпня 2018 у Wayback Machine.] — центр захисту прав жінок, що займається протидією домашньому насильству.
- WhiteRibbonUA Мобільна платформа «WhiteRibbonUA» для захисту жінок та дітей від домашнього насильства.

#### Маркери потенційного аб'юзера
Деякі ознаки потенційної людини-домашнього тирана помітні при першому знайомстві:
- не звертається на ім'я, а вигадує для візаві прізвиська,
- перекривлює слова співрозмовнці (співрозмовника),
- не вважає важливим те, що інші у діалозі говорять і роблять,
- роздратовано реагує на відмову або незгоду,
- вважає, що жінок і дітей можна бити, «щоб виховати»;

Інші маркери проявляються з часом. До них належать:
- спроби контролювати чи змінити людину,
- слідкування через соцмережі чи знайомих,
- зауваження щодо одягу іншої людини і нав'язування, що їй слід носити,
- негативні висловлювання про рідних і близьких, спроби обмежити спілкування з ними,
- ревнощі до подруг та друзів, знайомих, навіть улюблених занять,
- ультиматуми в дусі «або я, або хтось»[142].